# Harold Bright Maynard
Pour les articles homonymes, voir Maynard.
Harold Bright Maynard (18 octobre 1902 - 1975) était un ingénieur industriel américain, consultant en technologie et auteur. Il est connu pour sa contribution déterminante à la Method Time Measurement (MTM) sous son surnom de « l'avocat de Broadway pour l'industrie, les chemins de fer, et le gouvernements des États-Unis. Il recoit la médaille Henry Laurence Gantt en 1964. »

## Biographie
Maynard est né en 1902 à Northampton, dans le  Massachusetts de William Clement Maynard et Edith Lucia (Clark) Maynard. Il a fréquenté l'Église protestante Episcopal Academy (en) à Philadelphie, où il fut diplômé en 1919. En 1923, il a obtenu un M.Sc en génie mécanique de l'université Cornell.
Après l'obtention de son diplôme en 1923, il débute dans la division de production à vapeur de Westinghouse Electric Corporation à Pittsburgh, où il  travaille jusqu'en 1929. De 1929 à 1934, il étudie des problématiques industrielles aux États-Unis et en Europe. En 1934, il fonde le cabinet d'experts-conseils Method Engineering Council à Pittsburgh et en devient le président. L'un de ses premiers associés fut Richard Muther (en).
En 1944, il devient consultant expert auprès du secrétariat d'État de la Guerre et en 1952, participe au Groupe consultatif sur la productivité européenne auprès de la Mutual Security Agency américaine.
En 1946 Maynard recoit la médaille Gilbreth (en), une décoration établie en l'honneur de Frank et Lillian Moller Gilbreth. En 1954 il reçoit la Wallace Clark Award,, et en 1964 il est décoré de la médaille Henry Laurence Gantt par l'American Management Association et l'ASME.

## Publications
(liste non exhaustive)
- Maynard, Harold Bright, and Gustave James Stegemerten. Guide to methods improvement. McGraw-Hill Book Company, Incorporated, 1944.
- Maynard, Harold Bright. Industrial engineering handbook. 1956.
- Maynard, Harold Bright, ed. Effective Foremanship. McGraw-Hill book Company, Incorporated, 1941.
- Maynard, Harold B. ed. Top management handbook, New York : MaGraw-Hill, 1960.
- Maynard, Harold Bright (ed.). Handbook of Business Administration. McGraw-Hill Book Company, 1967.
- Maynard, Harold Bright. Handbook of modern manufacturing management. Vol. 1. McGraw-Hill, 1970.

- Lowry, Stewart McKinley, Harold Bright Maynard, et Gustave James Stegemerten. Time and motion study and formulas for wage incentives. (1940).